# Wenyen Gabriel
Wenyen Gabriel (ur. 26 marca 1997 w Chartum) – południowosudańsko-amerykański koszykarz, występujący na pozycji silnego skrzydłowego.
W 2015 zdobył brązowy medal podczas turnieju Adidas Nations. Rok później wziął udział w meczach wschodzących gwiazd – Jordan Brand Classic, Nike Hoop Summit (2016).
Jego siostra Karima grała w koszykówkę, w Boston College.
21 stycznia 2020 trafił w wyniku wymiany do Portland Trail Blazers. 30 listopada dołączył do New Orleans Pelicans. 12 października 2021 opuścił klub. 21 grudnia 2021 podpisał 10-dniowy kontrakt z Brooklyn Nets. 31 grudnia 2021 zawarł 10-dniową umowę z Los Angeles Clippers. 11 stycznia 2022 podpisał kolejną, identyczną umowę z klubem. Po jego wygaśnięciu powrócił do składu Wisconsin Herd. 29 stycznia 2022 trafił na dziesięć dni do New Orleans Pelicans.  8 lutego 2022 zasilił ponownie Wisconsin Herd. 1 marca 2022 zawarł kontrakt z Los Angeles Lakers na występy zarówno w NBA, jak i zespole G-League – South Bay Lakers. 3 października 2023 dołączył Boston Celtics. 20 października 2023 opuścił klub.

## Osiągnięcia
Stan na 29 października 2023, na podstawie, o ile nie zaznaczono inaczej.

### NCAA
- Uczestnik rozgrywek:
  - Elite 8 turnieju NCAA (2017)
  - Sweet 16 turnieju NCAA (2017, 2018)
- Mistrz:
  - turnieju konferencji Southeastern (SEC – 2017, 2018)
  - sezonu regularnego SEC (2017)
- Zaliczony do I składu turnieju SEC (2018)

### Reprezentacja
- Uczestnik mistrzostw świata (2023 –17. miejsce)
- Lider w średniej bloków:
  - igrzysk olimpijskich (2024 – 2,0)[15]
  - mistrzostw świata (2023 – 2,6)[16]